# Cyathura carinata
Cyathura carinata är en kräftdjursart som först beskrevs av Henrik Nikolai Krøyer 1847.  Cyathura carinata ingår i släktet Cyathura och familjen Anthuridae. Arten är reproducerande i Sverige. Inga underarter finns listade i Catalogue of Life.